# Anna Held
Helene Anna Held (Varsòvia, Imperi Rus, 8 de març de 1872 − Nova York, Estats Units, 12 d'agost de 1918) fou una actriu polonesa que va créixer a París i actuà als musicals de Nova York.

## Biografia
Anna Held va néixer a Varsòvia quan encara formava part de l'Imperi Rus, filla d'un fabricant de guants jueu, Shimmle Held, i d'una franco-jueva, Yvonne Pierre. El 1881 la família va fugir a París per por de les matances antisemites. Quan el negoci de guants del seu pare va fer fallida, va treballar com a porter, mentre que la seva mare treballava en un restaurant. Held va trobar una feina en la indústria tèxtil per després passar a cantar als teatres jueus de París. Després de morir el seu pare, va traslladar-se a Londres, on va continuar essent cantant i àdhuc aconseguí un paper en la producció Shulamith, d'Abraham Goldfraden, dirigida per Jacob Adler. Quatre anys després de la seva arribada a Anglaterra, la mare d'Anna va morir i ella va seguir amb el grup de teatre o en solitari fins a Rotterdam, Christiania, Den Haag i diverses ciutats alemanyes abans de retornar a París, cantant a la revista El Dorado i La Scala.
La seva personalitat vivaç va ajudar-la a adquirir coneixement, a més que començà a ser coneguda per cantar cançons atrevides per a l'època, el seu savoir-faire i el seu desig de mostrar les cames en l'escenari. Va casar-se el 1894 amb Máximo Carrera, un play-boy uruguaià més gran que ella, amb qui va tenir una filla, Liane, el 1895, que més endavant també fou actriu i productora.
Durant el seu tour per Europa va conèixer Florenz Ziegfeld, que va demanar-li que anés a Nova York, trencant fins i tot un compromís amb els Folies Bergere. Varen crear una onada d'interés públic molt abans fins i tot d'arribar als Estats Units, a base de notes de premsa publicitàries que li va donar fama; establien així un patró de creació d'estrelles a través de la publicitat. Quan finalment va aparèixer en escena, ja era una celebritat i, tot i que la crítica no li va ser inicialment gaire favorable, el públic va donar-li suport ben aviat, captivat pel seu atreviment, el seu accent francès, la seva figura atractiva, la sumptuositat dels espectacles, algunes excentricitats publicitàries i la modernitat amb què es presentava: tan aviat muntant a cavall sense sella, com anant en bicicleta o conduint un automòbil...
A partir del 1905 Held va gaudir de diversos èxits a Broadway: va aparèixer en set musicals dissenyats per mostrar els seus encants, amb els vestuaris més luxosos, de vegades proporcionats per famosos dissenyadors parisencs, i es va fer milionària, cosa poc freqüent per a una actriu d'aquella època. El 1905, Anna va proposar que Ziegfeld posés en escena la seva pròpia versió del Folies Bergere i així van néixer els Ziegfeld Follies, en el moment més lucratiu de la seva carrera. Els musicals de major èxit de Held van ser The Parisian Model (1905) i Miss Innocence (1908), cadascun dels quals va estar una temporada completa a Broadway, seguida d'anys de gira.
Separada de Ziegfeld a partir de 1913 –tot i que sembla que mai havien fet una cerimònia formal estaven junts des de 1904–, Held va passar els anys de la Primera Guerra Mundial fent xous a França, presentant-se davant els soldats francesos i recaptant diners per a la guerra. Mentre la guerra s'allargava, Held va protagonitzar la pel·lícula muda de Hollywood Madame la Presidente (1916), i després va fer un aclamat retorn a Broadway en un musical, Follow-me (1916), que comportà una gira que va ser un èxit econòmic.
El 1918 va morir a causa d'un mieloma múltiple amb 46 anys. Fou enterrada al cementiri de Gate of Heaven, a Hawthorne, Nova York.
El personatge de Held va ser interpretat per Luise Rainer en una actuació guanyadora d'un Oscar al film The Great Ziegfeld (1936), de MGM. Aquest retrat fa justícia a la dona que va ser tan crucial per a l'èxit de la pel·lícula com per a l'èxit del productor Florenz Ziegfeld.

Pòster de 1899
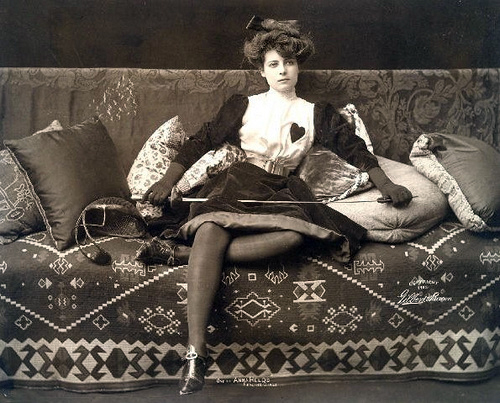
Anna Held, 1900
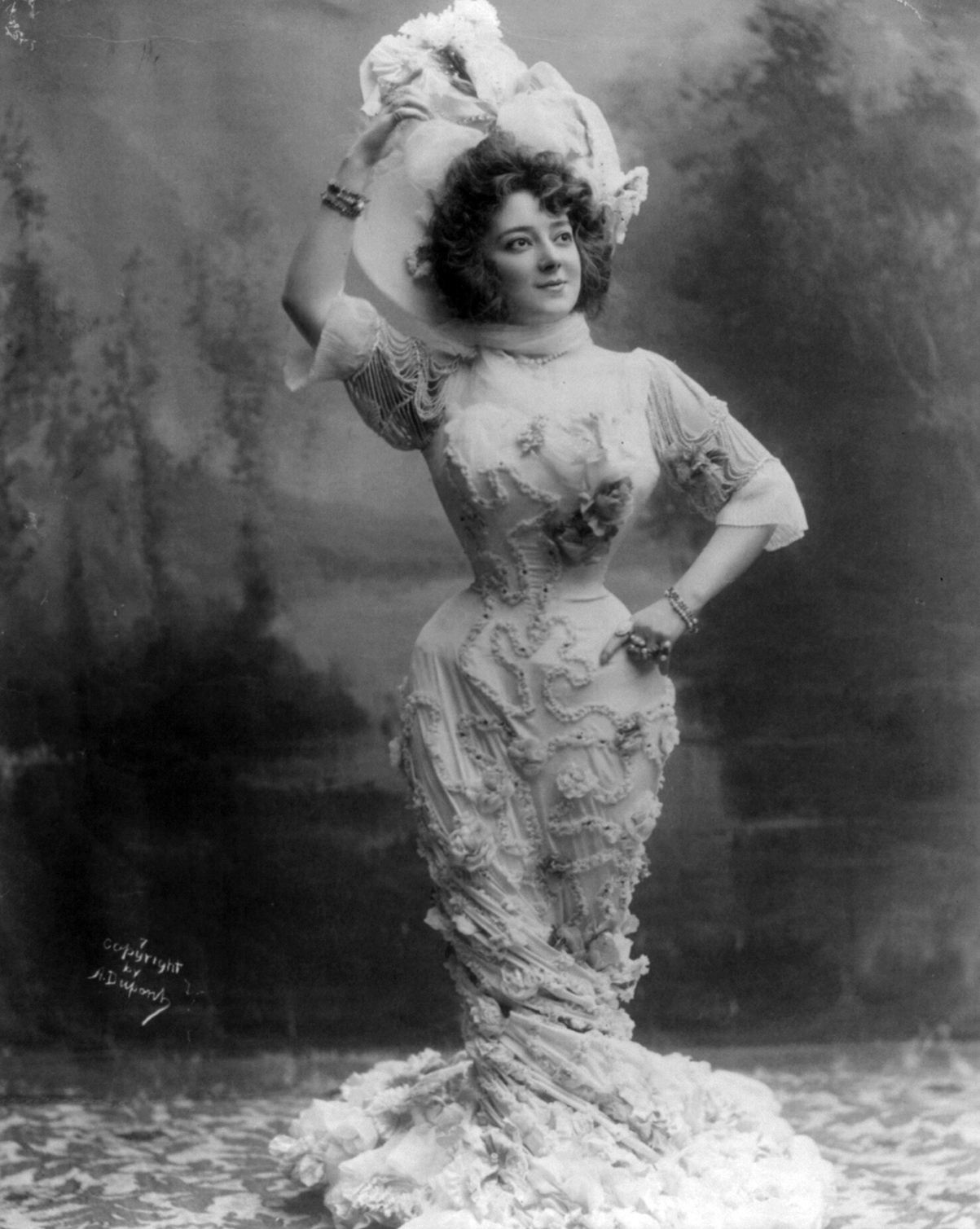
Fotografia d'Aimé Dupont, de 1900
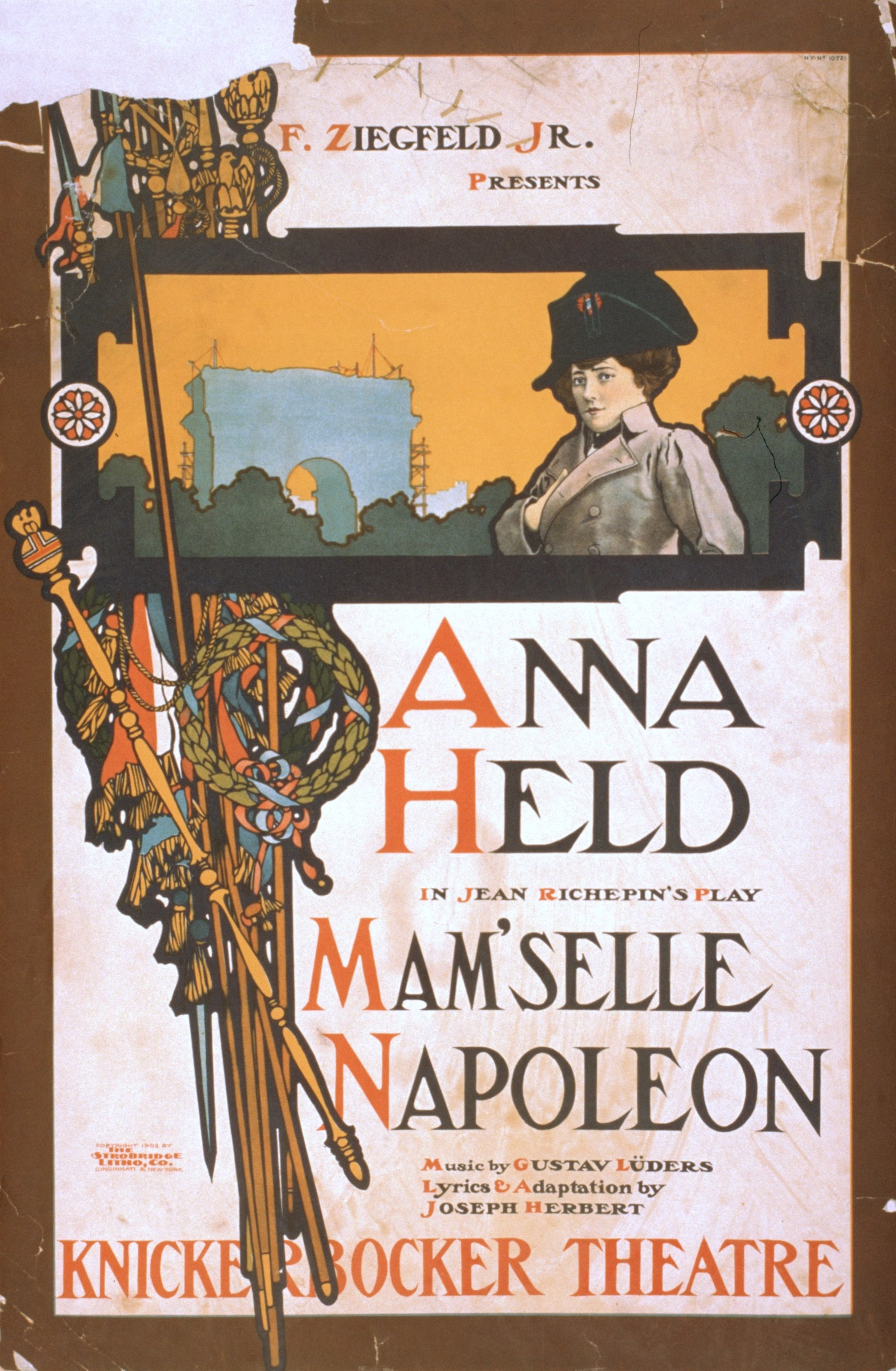
Mam'selle Napoleon, espectacle de 1903
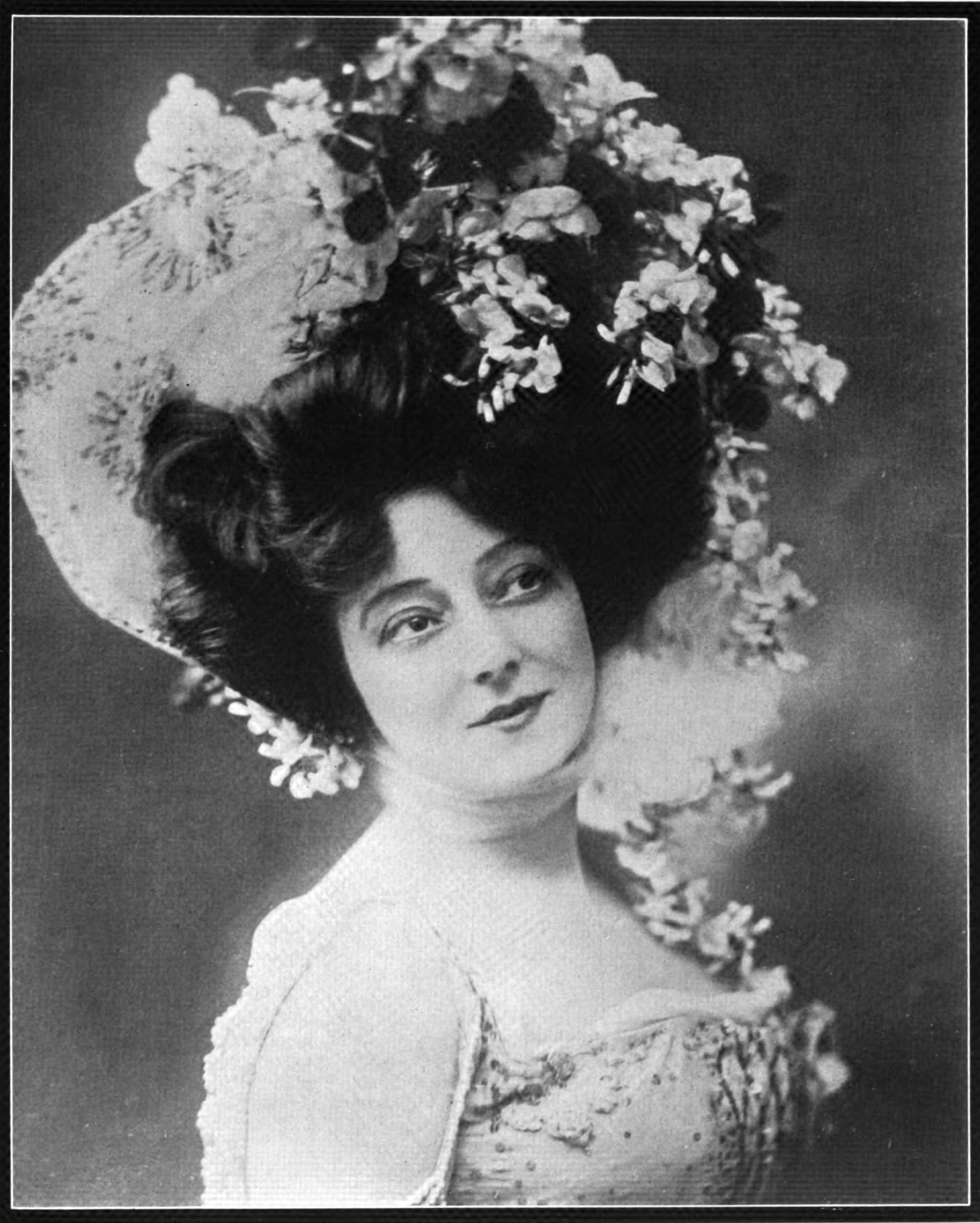
Anna Held al 1908